# يان بيتمان
يان بيتمان (بالإنجليزية: Ian Bateman)‏ هو اقتصادي بريطاني، ولد في 1961.

## وصلات خارجية
- يان بيتمان على موقع ديسكوغز (الإنجليزية)